# Клірбрук-Парк (Нью-Джерсі)
Клірбрук-Парк (англ. Clearbrook Park) — переписна місцевість (CDP) в США, в окрузі Міддлсекс штату Нью-Джерсі. Населення — 2909 осіб (2020).

## Географія
Клірбрук-Парк розташований за координатами 40°18′36″ пн. ш. 74°27′53″ зх. д. / 40.31000° пн. ш. 74.46472° зх. д. (40.309995, -74.464629).  За даними Бюро перепису населення США в 2010 році переписна місцевість мала площу 2,29 км², з яких 2,26 км² — суходіл та 0,03 км² — водойми.

## Демографія
Згідно з переписом 2010 року, у переписній місцевості мешкало 2667 осіб у 1803 домогосподарствах у складі 735 родин. Густота населення становила 1164 особи/км².  Було 2006 помешкань (876/км²).
Расовий склад населення:
| - 94,3 % — білих - 3,3 % — чорних або афроамериканців - 1,8 % — азіатів |

До двох чи більше рас належало 0,3 %. Частка іспаномовних становила 2,8 % від усіх жителів.
За віковим діапазоном населення розподілялося таким чином: 0,3 % — особи молодші 18 років, 19,2 % — особи у віці 18—64 років, 80,5 % — особи у віці 65 років та старші. Медіана віку мешканця становила 78,1 року. На 100 осіб жіночої статі у переписній місцевості припадало 62,1 чоловіків;  на 100 жінок у віці від 18 років та старших — 62,0 чоловіків також старших 18 років.
Середній дохід на одне домашнє господарство  становив 55 733 долари США (медіана — 41 071), а середній дохід на одну сім'ю — 83 506 доларів (медіана — 72 792). За межею бідності перебувало 5,1 % осіб, у тому числі 0,0 % дітей у віці до 18 років та 5,8 % осіб у віці 65 років та старших.
Цивільне працевлаштоване населення становило 673 особи. Основні галузі зайнятості: роздрібна торгівля — 30,5 %, освіта, охорона здоров'я та соціальна допомога — 30,5 %, науковці, спеціалісти, менеджери — 14,1 %, інформація — 5,2 %.